# Sauvenière (rivière)
 (avril 2012).
Si vous disposez d'ouvrages ou d'articles de référence ou si vous connaissez des sites web de qualité traitant du thème abordé ici, merci de compléter l'article en donnant les références utiles à sa vérifiabilité et en les liant à la section « Notes et références ».
Pour les articles homonymes, voir Sauvenière (homonymie).

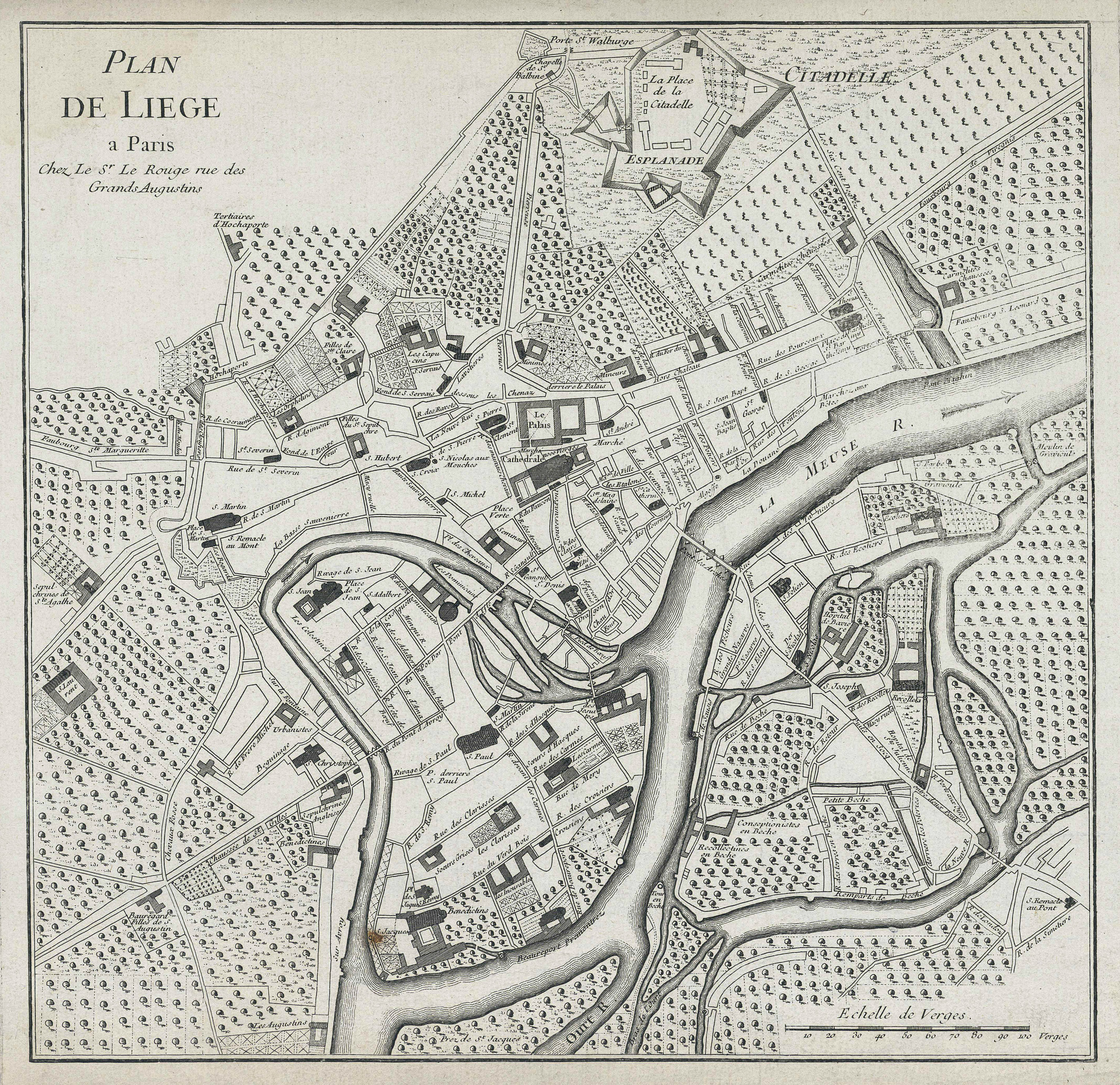
Plan de Liège vers 1750. Le cours de la Sauvenière depuis Sur Avroy jusqu'à la place des Jésuites (à l'emplacement de l'actuelle place du Vingt-Août).

La Sauvenière, en wallon liégeois Såv'nîre, est un ancien bras de la Meuse à Liège comblé au XIXe siècle. Elle se divisait en plusieurs petits torrents, le Torrent, le Lulay, et deux autres qui passaient sous les arches du pont d'Île et d'autres ponts situés en aval.

## Historique

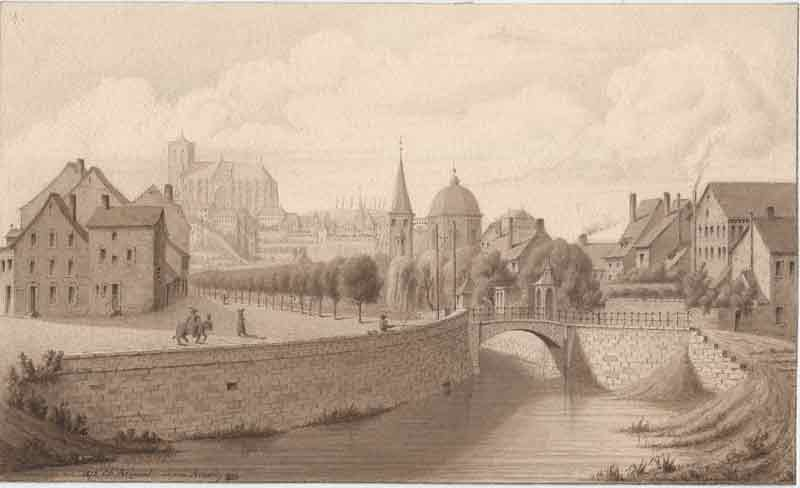
Perspective vers la Sauvenière vue du pont d'Avroy en 1826.
À l'arrière plan, la collégiale Saint-Jean et la Basilique Saint-Martin.

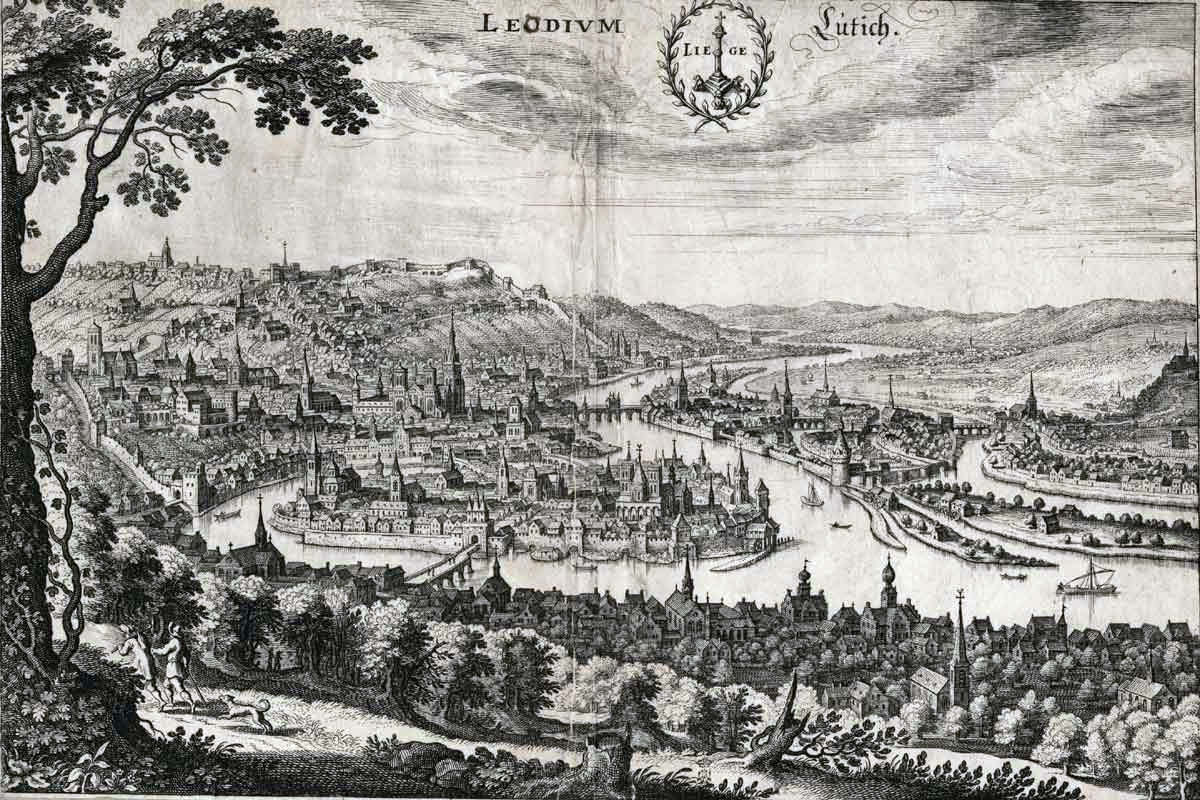
La Meuse, à droite, et la Sauvenière, vers la gauche, au milieu du XVIIe siècle

Cet important accès fluvial au centre de la ville pendant tout le Moyen Âge est aménagé au Xe siècle à partir d'un bras naturel de la Meuse, à l'initiative de Notger. Devenu insalubre à la fin du XVIIIe siècle, il est progressivement comblé à partir de 1808, notamment avec les matériaux provenant de la démolition de la cathédrale Notre-Dame-et-Saint-Lambert. Canalisé et transformé en promenade dans les années 1820, le canal de la Sauvenière est définitivement comblé en 1844, quelques années après le comblement du canal d'Avroy en 1835.

## Situation
La Sauvenière se détachait du cours principal de la Meuse qui jadis suivait le tracé de l'avenue Blonden, la partie sud du boulevard d'Avroy et le boulevard Piercot.
L'ancien cours du canal de la Sauvenière correspond aux voiries suivantes : la partie nord du boulevard d'Avroy à partir de l'actuelle statue de Charlemagne, le boulevard de la Sauvenière et la place de la République française. Au Pont d'Île, la Sauvenière se divisait en plusieurs biez et formait un delta rejoignant le cours principal de la Meuse à l'emplacement du quai Sur-Meuse (ancienne Grand Poste) :
- Biez du Moulin Saint-Jean (actuelle rue de l'Université) comblé en 1815[2]
- Biez Saint-Denis (actuelle rue de la Régence) comblé en 1823[3]
- À l'ouest, deux bras entouraient Lulay des Fèbres, l'ancienne petite île des orfèvres.

Ces biez étaient enjambés par les ponts Thomas, du Torrent, Mousset et Sarette, ainsi que les petit et grand pont des Jésuites.